# Polyrhachis wheeleri
Polyrhachis wheeleri é uma espécie de formiga do gênero Polyrhachis, pertencente à subfamília Formicinae.